# Њемчице (Топољчани)
Њемчице (слч. Nemčice) насељено је мјесто са административним статусом сеоске општине (слч. obec) у округу Топољчани, у Њитранском крају, Словачка Република.

## Становништво
| Година:    | 1994. | 2004. | 2014.   | 2024.   |
| ---------- | ----- | ----- | ------- | ------- |
| Број људи: | 0     | 938   | 980     | 942     |
| Разлика:   |       | –     | +4,47 % | -3,87 % |

| Година:    | 2023. | 2024.   |
| ---------- | ----- | ------- |
| Број људи: | 943   | 942     |
| Разлика:   |       | -0,10 % |

Према подацима о броју становника из 2011. године насеље је имало 982 становника.